# Mariene provincie Zuidwestelijk Australische Plat
De Mariene provincie Zuidwestelijk Australische Plat (57) (Engels: Southwest Australian Shelf marine province) is een biogeografische provincie en ligt in het zuidoosten van de Indische Oceaan in het Marien rijk Gematigd Australazië. De mariene provincie is vastgesteld door het World Wide Fund for Nature en The Nature Conservancy en is vernoemd naar het continentaal plat van zuidwestelijk Australië.
In het noordwesten grenst het gebied aan de mariene provincie West-Centraal Australisch Plat (58) en in het zuidoosten aan de mariene provincie Zuidoostelijk Australische Plat (56).

## Geografie
De mariene provincie ligt voor de zuidwestkust van Australië.

## Biogeografie
Het gebied kent zeeleven dat houdt van gematigde temperaturen.

## Mariene ecoregio's
Deze mariene provincie bestaat uit 3 mariene ecoregio's:
- Mariene ecoregio Zuid-Australische Golven (207)
- Mariene ecoregio Grote Australische Bocht (208)
- Mariene ecoregio Leeuwin (209)